# ランティエ
ランティエ（金利生活者、仏: Rentier）とは、資産運用もしくは土地賃貸、すなわち、不労所得から受ける定期的な支払いで生計を立てている人のこと。
国家予算がランティエに大いに依存している場合は「レンティア国家」と言う。

## 概要
フランス革命に至るまでの中世のフランス（アンシャン・レジーム時代）では、ランティエ市民層はごく小規模の上流階級に属しており、彼らは農民層の労働の受益者に他ならなかった。しかし同時に、ランティエは非常に多様なものであった第三身分の裕福な部分の中にも存在していた。第三身分中のランティエは、裕福な銀行家や土地所有者や工場主のみならず、農民や乞食の中にすら存在したのである。
このランティエの概念はフランク・ヴェーデキントが1891年に公開された戯曲『春の目覚め』で使用したことで知られている。
ランティエは、経済学者のトマ・ピケティの著書の中で使用されるキーワードの1つともなっている。